# Asteroids
Asteroids é um jogo de arcade com gráficos vetoriais muito popular lançado em 1979 pela Atari. O objetivo do jogo é destruir asteroides sem se deixar ser atingido por seus fragmentos.

## Cultura popular
- Em 1982, Buckner & Garcia gravaram uma música chamada Hyperspace usando efeitos sonoros do jogo, e a lançaram no álbum Pac-Man Fever.
- No episódio Everyone Hates The Lottery da série de televisão Todo o mundo odeia o Chris, metade da história envolve Chris tentando defender seu título de melhor jogador de Asteroids da vizinhança.
- No episódio "Adrift" da série de televisão Stargate Atlantis, quanod McKay pilota uma nave para defender a cidade contra asteróides, ele comenta que é similar ao jogo de arcade. Ele também comenta que ele era muito bom no jogo e até conseguiu 50 000 pontos uma vez.
- No filme Jogador N°1, Asteroids recebe sua devida importância sendo a chave para desvendar um enigma.